# フランシス・ケーシー・アルカンタラ
フランシス・ケーシー・アルカンタラ（Francis Casey Alcantara, 1992年2月4日 - ）は、フィリピンの男子テニス選手。ミサミス・オリエンタル州カガヤン・デ・オロ出身。ATP自己最高ランキングはジュニアのシングルス14位。
2009年全豪オープンジュニア男子ダブルスで、台湾の謝政鵬とのペアで優勝した。2010年よりデビスカップフィリピン代表に選ばれている。